# Accord Nashville
 (août 2023).
Si vous disposez d'ouvrages ou d'articles de référence ou si vous connaissez des sites web de qualité traitant du thème abordé ici, merci de compléter l'article en donnant les références utiles à sa vérifiabilité et en les liant à la section « Notes et références ».
Sur une guitare à six cordes, l'accord Nashville (parfois appelé accordage Nashville) consiste à remplacer les quatre cordes les plus graves par des cordes plus fines accordées une octave plus haut que la normale. On parle alors d'une guitare “montée en Nashville”. Cela permet de donner à une guitare acoustique un registre plus serré dans l'aigu, qui n'interfère pas avec celui de la basse, et donc d'obtenir des enregistrements où les sons des instruments sont bien séparés et mieux définis.

## Caractéristiques
Pour se procurer les cordes nécessaires, il était habituel de diviser par deux un jeu pour guitare à douze cordes en prenant celles octavant les cordes les plus graves… et de garder les six autres pour une guitare « normale ». Des fabricants proposent de nos jours des jeux spécifiquement pour accordage Nashville.
La sonorité cristalline d'une guitare montée en Nashville peut ressembler à celle d'une autoharp, voire d'une mandoline en s'aidant d'un capodastre, et évoque aussi un son de guitare à douze cordes en plus aérien. D'ailleurs, pour pallier les problèmes de justesse inhérents aux douze-cordes, une astuce de studio consiste à doubler une guitare à cordes standard avec une autre montée en Nashville : cette solution procure un son de douze-cordes stéréo qui peut être mixé et modifié à volonté par des effets. On peut aussi mélanger une six-cordes en Nashville avec une douze-cordes : c'est ce qu'ont fait les Rolling Stones pour enregistrer Wild Horses et Jumpin' Jack Flash.
Une variante particulière de cordage Nashville a été utilisée par David Gilmour pour les arpèges éthérés accompagnant la chanson Hey You de Pink Floyd : là, le mi grave est carrément accordé deux octaves au-dessus de la normale, ce qui fait que les deux cordes extrêmes du jeu sont les mêmes, et que l'ensemble des six notes de chaque accord est cantonné dans un intervalle inférieur à l'octave.
N. B. : en France, des guitaristes électriques utilisent encore parfois l'expression « montage en Nashville » pour désigner un accordage standard réalisé avec des cordes extralégères, cette habitude ayant été prise au milieu des années 1960 lorsque s'est répandue la mode de remplacer la corde mi grave par une la, la corde la par une ré, etc., car à cette époque étaient uniquement disponibles des jeux de cordes électriques à fort tirant, comparable aux calibres utilisés pour les acoustiques, avec une corde sol filée.